# Ди Рупо, Элио
Элио ди Рупо (фр. Elio Di Rupo; род. 18 июля 1951, Морланвельз, провинция Эно, Бельгия) — бельгийский политик, премьер-министр Бельгии с 6 декабря 2011 года по 11 октября 2014 года, лидер франкоязычной Социалистической партии.

## Биография
Родился в многодетной семье иммигрантов из Италии; отец умер, когда Элио был один год. Ди Рупо окончил Университет Монс-Эно по специальности «химия», позднее защитил диссертацию по химии и работал в университете по специальности.
После очередного поражения Социалистической партии на выборах в 1999 году был избран её лидером. В том же году впервые стал министром-президентом Валлонии (занимал должность до 2000 года). С 2000 года — мэр Монса. В 2005—07 вновь был министром-президентом Валлонии; ушёл в отставку с этого поста после перевыборов лидера партии, незадолго до которых прежний лидер социалистов призвал его выбрать между партийной и административной деятельностью. На парламентских выборах 13 июня 2010 года его партия заняла второе место по числу голосов и депутатских мандатов. 16 мая 2011 года, после 337 дней переговоров о создании правительства Бельгии, король Альберт II поручил его формирование ди Рупо. Ожидается, что в новый состав кабинета войдут обе социалистических партии страны (франкофонов и фламандцев), либеральное франкофонское Реформаторское движение, партия Открытые фламандские либералы и демократы и партия зелёных франкофонов Эколо.
С 26 мая 2014 года — в отставке, и. о. до формирования нового правительства.

## Личная жизнь
С 1996 года не скрывает своей гомосексуальности. 6 августа 2010 года в редакцию фламандского телеканала ВТМ поступило письмо с угрозами в адрес Элио ди Рупо от исламистов. В анонимном письме было написано: «В будущем мусульманском государстве, которым является Бельгия, гомосексуал не может быть премьером». Автор письма предупредил, что Элио ди Рупо ждет «неминуемая смерть», если он не откажется от амбиций стать премьер-министром.
Также заявляет о своём атеизме и принадлежности к масонам.
Всегда носит красный бант-бабочку либо красный шарф.